# Final Masquerade
„Final Masquerade“ je píseň americké rockové skupiny Linkin Park. Skupina ji nahrála pro své šesté studiové album The Hunting Party, kde se objevuje jako jedenáctá skladba alba a slouží jako pátý a poslední singl. Dne 8. června 2014 měla píseň premiéru na MTV. Píseň produkovali Mike Shinoda, Brad Delson a Emile Haynie.
Akustická verze písně byla vydána 19. února 2015.
Dle kritiků je skladba popisována jako alternativní rock a hard rock.

## Videoklip
Oficiální videoklip režíroval Mark Pellington. Vydán byl 29. července 2014 na stanici MTV. Lyric video k písni bylo vydáno již dříve, neboť debutovalo prostřednictvím oficiální stránky Linkin Park na Facebooku a v digitální podobě ke stažení 10. června 2014.

## Ocenění
Píseň byla zvolena druhou nejlepší rockovou skladbou v žebříčku Rock 100 časopisu Kerrang!. Umístila se za další písní skupiny, „In the End“.

## Seznam skladeb
| Digitální stažení | Digitální stažení  | Digitální stažení |
| Pořadí            | Název              | Délka             |
| ----------------- | ------------------ | ----------------- |
| 1.                | "Final Masquerade" | 3:37              |

| CD     | CD                       | CD    |
| Pořadí | Název                    | Délka |
| ------ | ------------------------ | ----- |
| 1.     | "Final Masquerade"       | 3:37  |
| 2.     | "Until It's Gone" (Live) | 3:50  |

## Obsazení

### Linkin Park
- Chester Bennington – zpěv
- Rob Bourdon – bicí, perkuse
- Brad Delson – sólová kytara, doprovodné vokály
- Dave "Phoenix" Farrell – basová kytara, doprovodné vokály
- Joe Hahn – samplování, programování
- Mike Shinoda – klavír, rytmická kytara, klávesy